# Выхватинцы
Выхватинцы, Офатинцы (молд. и рум. Ofatinți, укр. Вихватинці) — село в непризнанной Приднестровской Молдавской Республике в Рыбницком районе. Формально является частью Молдавии. Административный центр Выхватинецкого сельсовета, куда, кроме Выхватинцев, входит село Новая Жизнь.
В 1979 году в селе находились: объединение по производству кормов им. Дзержинского, средняя школа с музеем им. А. Рубинштейна, музыкальная школа, дом культуры, библиотека, аптека, фельдшерско-акушерский пункт, детские ясли, мастерские бытового обслуживания, столовая, магазины, отделение связи, памятник А. Рубинштейну.
До 1991 года входило в Молдавскую ССР.

## Археология
Близ села Новая Жизнь в гроте в 1946 году открыты остатки палеолитической стоянки позднеашельского времени (см. Ашельская культура). Найдены кремнёвые, в том числе зубчатые, орудия (рубила, скрёбла), нуклеусы, пластины, кости мамонта, пещерного медведя, лошади и др. Типичный микок характеризуется малочисленной коллекцией среднего слоя грота Выхватинцы. Недалеко от палеолитической стоянки раскопан бескурганный позднетрипольский Выхватинский могильник (нач. II тыс. до н. э.). В погребениях найдены изделия из кремня, кости и меди, керамика (в том числе расписная), глиняные и костяные женские фигурки. Многие погребения отмечены кромлехами. Для Выхватинского могильника характерен экстрамурный ингумационный обряд захоронения, привнесённый в позднее Триполье степняками (шнуровая керамика, охра и так далее).
На северо-восточной окраине села находятся овраги Мафтея и Вермития, в которых в 1960 году были открыты скопления орудий человека каменного века и кости животных 13 видов этого времени: пещерных медведя, гиены и льва, мамонта, шерстистого носорога, лошади, зубра, благородного и северного оленей, волка, лисицы. Это одна из самых известных стоянок палеолитического человека в Восточной Европе. 
Селение Выхватинцы занимает пойменную равнину и часть котловины, охватывающую полуцирком береговую возвышенность. Северная окраина села подходит к разветвляющимся глубоким оврагам Мафтея и Вермития, подрезающим толщи сарматских известняков, которые под влиянием воды и ветра приняли живописные формы в виде навесов, гротов, гигантских котлов, зубчатых выступов. Особенно грандиозен яр Вермития. По дну яра протекает ручей, который в период весеннего таяния снегов и летних ливней превращается в бурную речку, каскадами стекающую с высоких обрывов.

К «Вермитке» (так его называют местные жители) с северо-западной стороны примыкает овраг меньших размеров, носящий название «Рыпа луй Мафтей». Этот овраг берет начало среди глинистых отложений на всхолмленной возвышенности, ниже он углубляется в сарматские отложения, прорезая высокую семидесятиметровую террасу Днестра. Некогда скалистые навесы с обеих сторон окаймляли овраг, но время разрушило их, и теперь только в одном месте тремя клиновидными зубцами незначительных размеров они выступают на фоне темно-бурой глины правого (западного) склона оврага. Здесь и находится грот, удаленный от устья оврага Мафтея на 264 м. Глубина грота — 4,5 м, ширина — 2,3 м, высота — 2 м, стенки его и потолок имеют множество трещин, вследствие чего южная половина грота, оказавшаяся в неустойчивом положении, обрушилась. Все пространство грота было заполнено плотной, тяжелой глиной темно-бурого цвета. Кое-где на поверхности верхнего слоя глины внутри грота торчали отдельные части костей крупных животныхСергеев Г. Н. Палеолитические и неолитические стоянки на территории Молдавии // Краеведческая работа в школе: Сб. — № 3, 1953.

## Уроженцы
- Рубинштейн, Антон Григорьевич — русский композитор и пианист[11].